# Лоді
Лоді (італ. Lodi) — муніципалітет в Італії, у регіоні Ломбардія, столиця провінції Лоді.
Лоді розташоване на відстані близько 450 км на північний захід від Рима, 30 км на південний схід від Мілана.
Населення — 44 769 осіб (2014).

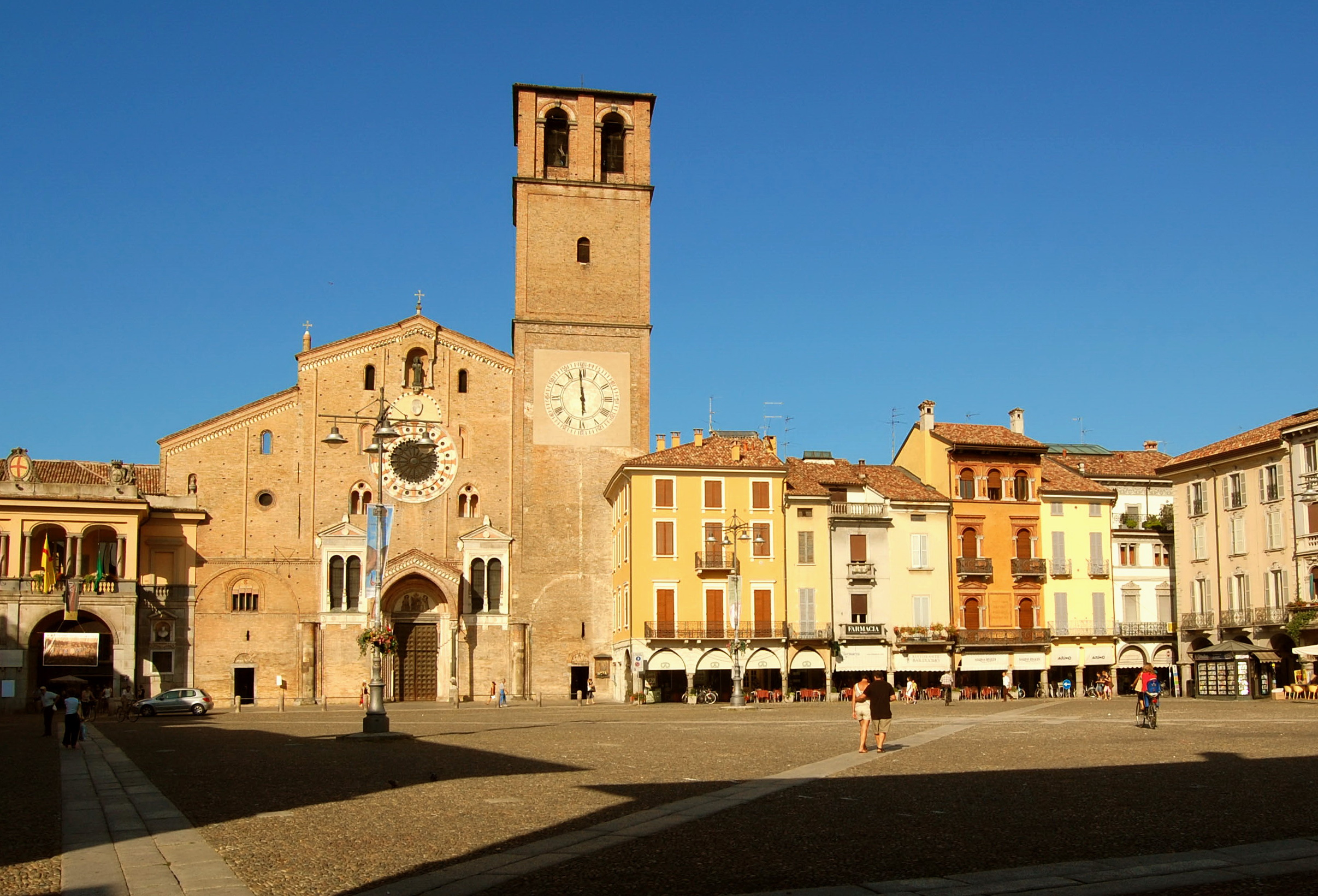

Щорічний фестиваль відбувається 19 січня. Покровитель — San Bassiano.

## Демографія
Населення за роками:

Станом на 1 січня 2023 року в муніципалітеті офіційно проживало 6290 іноземців з 108 країн, серед них 1875 громадян країн Євросоюзу та 135 громадян України.

## Уродженці
- Еджидіо Капра (*1914 — †1958) — італійський футболіст, фланговий півзахисник, згодом — футбольний тренер.

- Массімо Марацціна (*1974) — відомий у минулому італійський футболіст, нападник.

- Джамп'єро Марині (*1951) — відомий у минулому італійський футболіст, опорний півзахисник, згодом — футбольний тренер.

## Сусідні муніципалітети
- Боффалора-д'Адда
- Корнельяно-Лауденсе
- Корте-Палазіо
- Довера
- Лоді-Веккіо
- Монтаназо-Ломбардо
- П'єве-Фіссірага
- Сан-Мартіно-ін-Страда
- Таваццано-кон-Віллавеско